# Голо слънце
„Голо слънце“ (на японски: 裸 の 貸与) е японски драматичен филм от 1958 година с участието на Тацуя Накадаи.

## Сюжет
Филмът разказва за младо и бедно семейство, чиито отношения изпадат в криза, след като се оказва, че съпругът е изхарчил всичките им спестявания, за да помогне на приятел, изпаднал в затруднение.

## Награди и номинации
- Награда за най-добър филм, подходящ за млади хора от Международния кинофестивал в Берлин през 1959 година.
- Номинация за Златна мечка за най-добър филм от Международния кинофестивал в Берлин през 1959 година.[1]